# Blåstrimmig tryckarfisk
Blåstrimmig tryckarfisk (Pseudobalistes fuscus) är en fiskart som först beskrevs av Bloch och Schneider 1801.  Blåstrimmig tryckarfisk ingår i släktet Pseudobalistes och familjen tryckarfiskar. Inga underarter finns listade.

## Bildgalleri

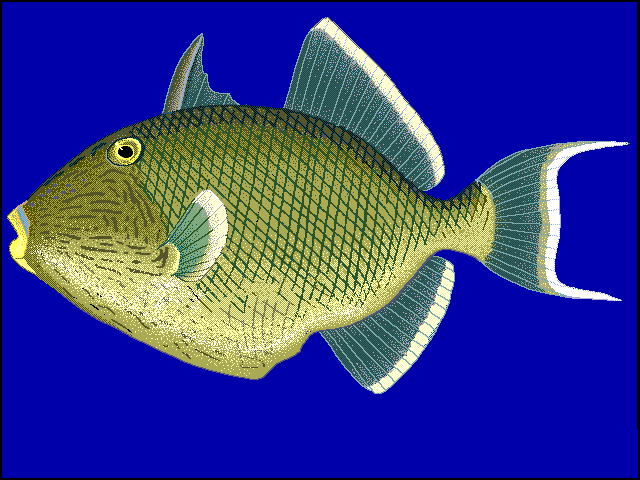
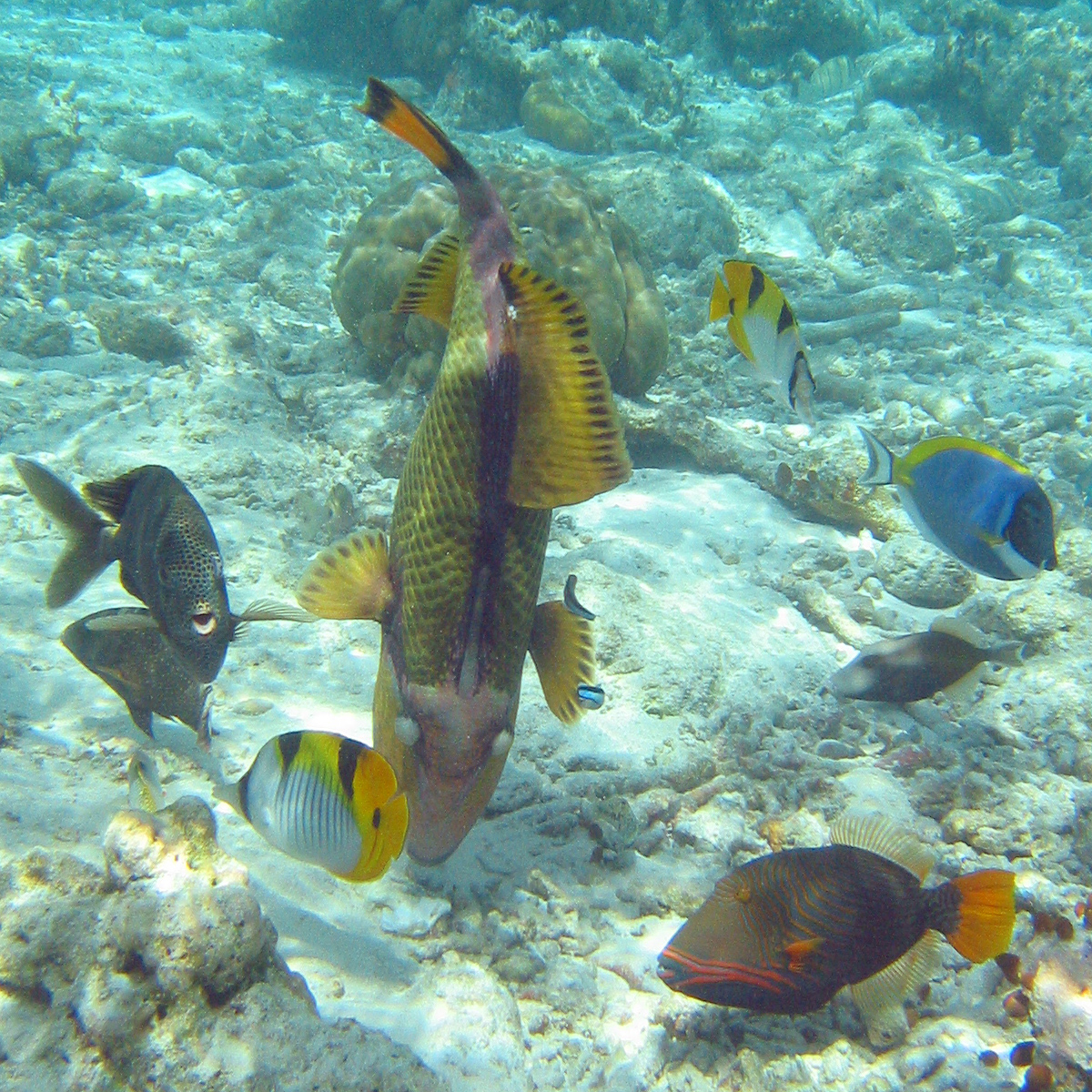